# Penampang
Penampang ist eine Kleinstadt im malaysischen Bundesstaat Sabah. Die zum gleichnamigen Verwaltungsbezirk (Distrikt Penampang) gehörende Stadt grenzt direkt an Kota Kinabalu und hat damit quasi den Status einer Vorstadt. Sie ist Teil des Gebietes West Coast Division zu dem die Distrikte Kota Kinabalu, Ranau, Kota Belud, Tuaran, Penampang, Putatan und Papar gehören.

## Namensherkunft
Der Name penampang (großer Fels) entstammt der Sprache der Kadazan und weist auf die riesigen Felsbrocken hin, die vor langer Zeit in der Umgebung des Ortes zu finden waren.

## Kultur

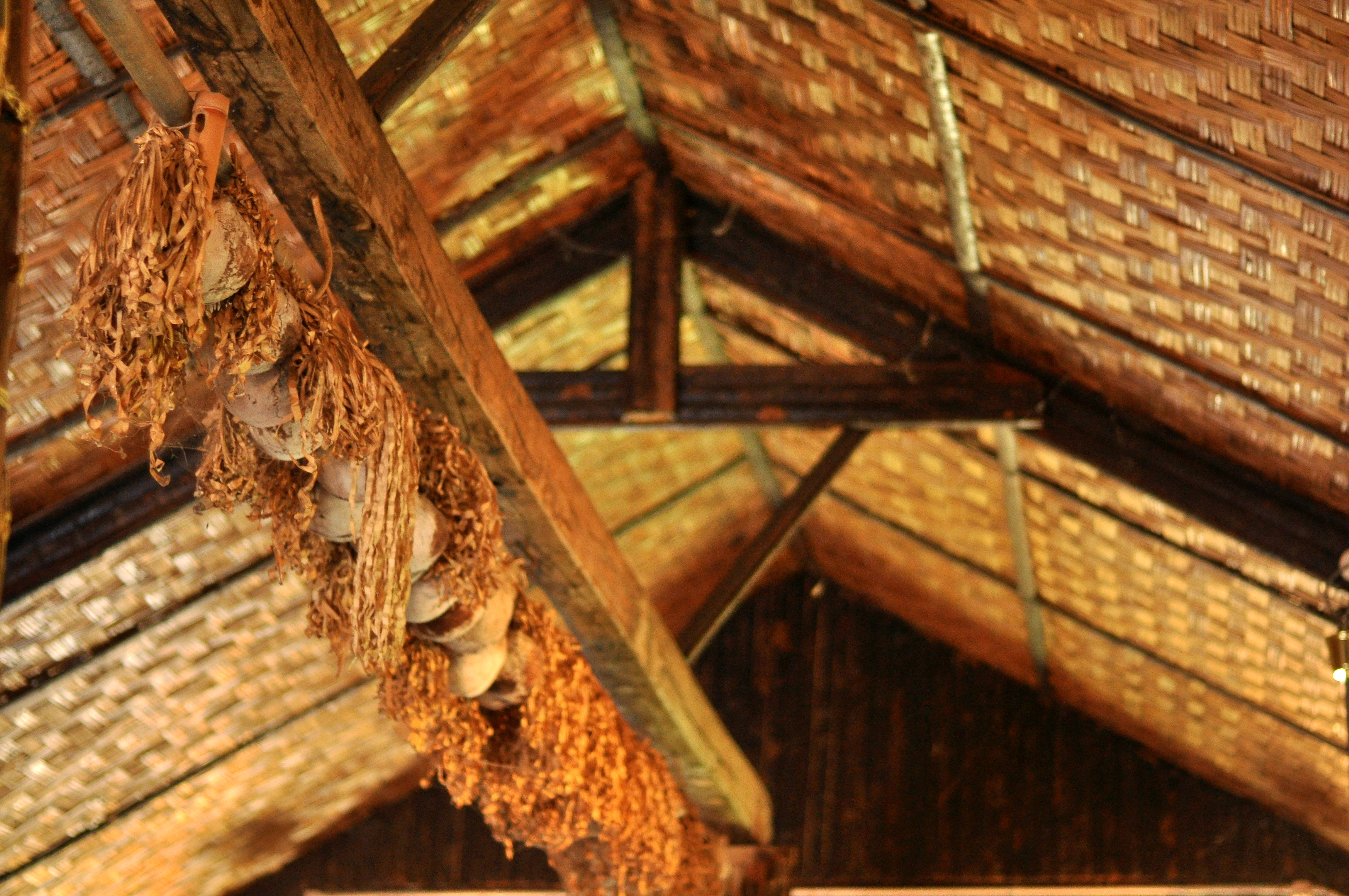
Monsopiad Schädelhaus

Penampang wird oft als Hochburg der Kadazan in Sabah und das Zentrum ihrer politischen und kulturellen Entwicklung betrachtet. Die Versammlungshalle der Kadazan-Dusun Cultural Association (KDCA) ist Schauplatz vieler traditioneller Feste der Kadazan, darunter das jährliche Kaamatan (Erntefest) als wichtigstes kulturelles Ereignis.
In Penampang befindet sich das Monsopiad Cultural Village. Monsopiad war der Name eines Kriegers, der dafür bekannt war, dass er seinen Feinden den Kopf abschlug und die Schädel über seiner Haustüre aufreihte, um seine Feinde zu warnen.